# Aceso
Aceso (en grec antic: Ἀκεσώ,) va ser, segons la mitologia grega, la deessa del procés de curació, i una de les filles d'Asclepi, déu de la medicina, i d'Epíone, deessa de la salut.
Era, pel seu pare, neta d'Apol·lo, déu del sol, de les arts i de la medicina. Les seves germanes eren Higiea, la personificació de la salut, Iaso, la que propícia la recuperació d'una malaltia, Panacea, els remeis, la medicina curativa, Meditrina, deessa dels medicaments i del vi, i Egla, que proporciona la bona salut.
També tenia tres germans, Macàon, hàbil cirurgià, que va combatre a la guerra de Troia, amb el seu germà Podaliri, un metge excel·lent, els dos únics mortals fills d'Asclepi, i Telèsfor, divinitat de la recuperació de la malaltia.